# Осип Манделщам
Oсип Емилиевич Манделщам (на руски: О́сип Эми́льевич Мандельшта́м, роден Ио́сиф) е руски поет и преводач, виден представител на акмеизма, близък приятел на Николай Гумильов и Анна Ахматова.

## Биография
Роден е на 15 януари 1891 г. във Варшава в еврейско семейство. През 1897 г. семейството се премества в Петербург, където от 1900 до 1907 г. бъдещият поет учи в знаменитото Тенишевско училище – една от най-модерните гимназии в Русия по онова време. През 1908 – 1909 г. посещава лекции в Сорбоната и Хайделбергския университет, а от 1911 до 1917 г. с прекъсвания е студент в историко-филологическия факултет на Петербургския университет.
Започва да печата стихове в престижни списания като „Аполон“, „Хиперборей“ и др. от 1910 година като се придържа към популярната тогава в Русия поетика на символизма, но в края на 1912 г. се присъединява към групата на акмеистите. Първата му стихосбирка „Камък“ излиза през 1913 г. (второ разширено издание – през 1916 г., трето и най-пълно – през 1922 г.). Стиховете, които пише по време на Първата световна война и Гражданската война в Русия, издава в сборника си стихове „Tristia“ през 1922 г. През 20-те години издава още стихосбирките „Втора книга“ (1923) и „Стихотворения“ (1928), две книги проза – „Шумът на времето“ (1925) и „Египетска марка“ (1928), пише и литературно-критически статии във вестниците.
След 1928 година съветските издания спират да печатат негови стихове, като неотговарящи на комунистическата идеология. Заради антисталинистката му епиграма „Живи уж, а не чувстваме свойта земя“, написана през декември 1933 г., от 1934 до 1937 г. е заточен във Воронеж. През 1938 г. е отново арестуван поради изфабрикувани политически обвинения и е изпратен в лагер. В края на следващата година поради изключително тежките условия се разболява от тиф и умира на 27 декември в транзитния лагер „Вторая речка“, от който лагерниците са били изпращани на Колима (там са се намирали най-страшните лагери, в които човек е оцелявал само по изключение). Манделщам е реабилитиран посмъртно: през 1956 г. – за делото от 1938 г., и през 1987 г. – за делото от 1934 г.
Непубликуваните му стихове са запазени благодарение на съпругата му Надежда Манделщам, която ги научава наизуст (било е невъзможно по времето на управлението на Сталин да бъдат съхранявани в писмен вид) и ги записва на хартия едва през 60-те години на ХХ век. Тогава те са изнесени нелегално от СССР и са напечатани за първи път на Запад. Негови стихове за пръв път след смъртта му започват да се печатат в съветски издания по време на т. нар. „перестройка“. Днес, както в родината си, така и по света, той е смятан за един от най-големите руски поети от първата половина на ХХ век.

### Основни съчинения на Манделщам
- 1913 Камень
- 1922 Tristia
- 1923 Вторая книга
- 1925 Шум времени (проза)
- 1928 Стихотворения 1921 – 1925
- 1928 Стихотворения
- 1928 О поэзии
- 1928 Египетская марка
- 1930 Четвертая проза (издадена в Русия за първи път посмъртно, след 1989 г.)
- 1930 – 34 Московские тетради
- 1933 Путешествие в Армению
- 1933 Разговор о Данте (издадена посмъртно през 1967 г.)[1]
- Воронежские тетради (издадена през 1980 г.)

### Книги на български
- Стихотворения. Превод Кирил Кадийски. София: Захарий Стоянов, 2012, 152 с. (ISBN 978-954-09-0651-5)
- Небехранилище. Избрани стихове (двуезично издание). Превод Владимир Морзоханов. София: Ерго, 2012, 614 с. (ISBN 978-954-8689-23-6)[2][3]

### За него
- Цветан Ракьовски. След края на класиката („Двойник“ на Достоевски и „Египетска марка“ на О. Манделщам). Велико Търново: Фабер, 2006 (ISBN 978-954-775-601-4)[4]